# 카탈리나 데니스
카탈리나 데니스(Catalina Denis, 1985년 1월 7일 ~ )는 콜롬비아의 배우, 모델이다.